# چاوکا
چاوکا (به لاتین: Chavka) یک منطقهٔ مسکونی در بلغارستان است که در ساموکیتکا واقع شده‌است.